# Riddes
Riddes (antiguamente en alemán Riden) es una comuna suiza del cantón del Valais, situada en el distrito de Martigny. Limita al norte con las comunas de Leytron y Chamoson, al este con Isérables, al sur con Nendaz y Bagnes, al oeste con Saxon y Saillon.
La localidad de Écône hace parte del territorio comunal.